# مفتاح الثيوصوفية
مفتاح الثيوصوفية (بالإنجليزية: The Key to Theosophy)‏ هو كتاب من تأليف السيدة هيلينا بتروفنا بلافاتسكي صدر عام 1889، يشرح مبادئ الثيوصوفية بطريقة أسئلة وأجوبة مقروءة. ويغطي الثيوصوفية والمجتمع الثيوصوفي، وطبيعة الإنسان، والحياة بعد الموت، والتناسخ، وكاما-لوكا وديفاخان [الإنجليزية]، والعقل البشري، والثيوصوفية العملية، والمهاتما. ويُعد الكتاب مقدمة للتصوف الثيوصوفي والعقيدة الباطنية.
أوضحت بلافاتسكي بإنَّ الكتاب «ليس مرجعاً وافياً مستوفياً في الثيوصوفية، إنما مجرد مفتاح لفتح الباب المؤدي إلى دراسة أعمق. إنه يرسم الخطوط العريضة لدين الحكمة، ويشرح مبادئه الأساسية، ويردُّ في آن واحد على شتى الاعتراضات التي يثيرها الباحث الغربي العادي، ساعياً إلى عرض مفاهيم غير مأنوسة في أبسط شكل وأوضح لغة ممكنين».

## وصلات خارجية
- Blavatsky, Helena P. (1889). The Key to Theosophy. London: The Theosophical Publishing Company. Theosophy Trust Books. 2007. (ردمك 0979320526). Theosophical University Press Online Edition: The Key to Theosophy by H. P. Blavatsky. (ردمك 1-55700-046-8).
- The Key to Theosophy. United Lodge of Theosophists - Phoenix Arizona. 2002. "Scanned Reproduction from a Photographic Reproduction of the Original Edition as First Issued at London, England: 1889".